# Lahov Graben
Lahov Greben je naselje u slovenskoj Općini Laškom. Lahov Greben se nalazi u pokrajini Štajerskoj i statističkoj regiji Savinjskoj. 

## Stanovništvo
Prema popisu stanovništva iz 2002. godine naselje je imalo 126 stanovnika.